# نواف راشد
نواف راشد وليد الحمادي (مواليد 29 سبتمبر 1987) لاعب كرة قدم إماراتي يجيد اللعب كظهير أيمن . 
لعب سابقاً في نادي الخليج و نادي الظفرة و نادي خورفكان و نادي مسافي.

## روابط خارجية
نواف راشد